# Alpen-Johannisbeere
Die Alpen-Johannisbeere (Ribes alpinum), auch Berg-Johannisbeere genannt, gehört zur Familie der Stachelbeergewächse (Grossulariaceae).

## Merkmale

### Vegetative Merkmale

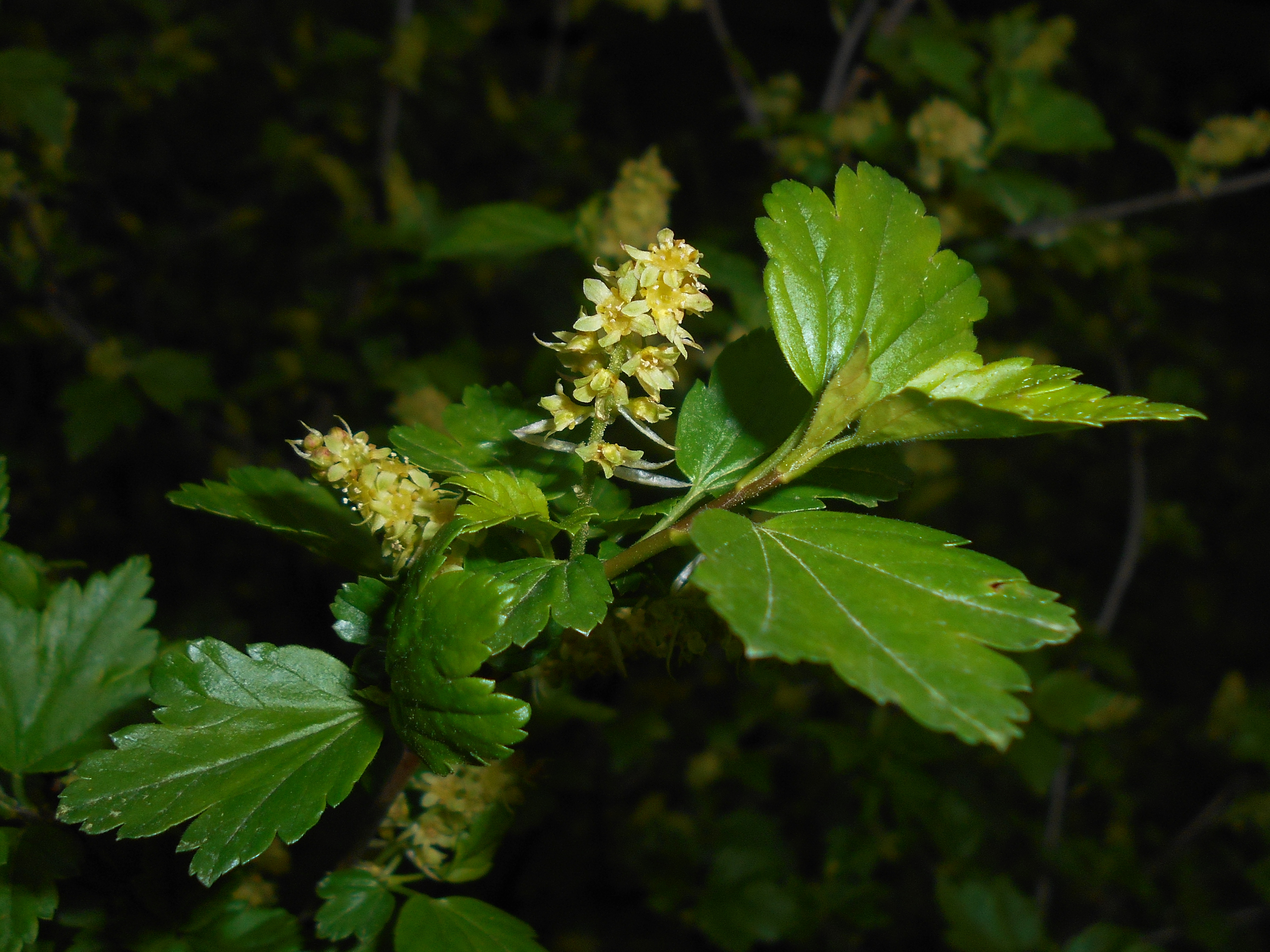
Alpen-Johannisbeere (Ribes alpinum) in Blüte

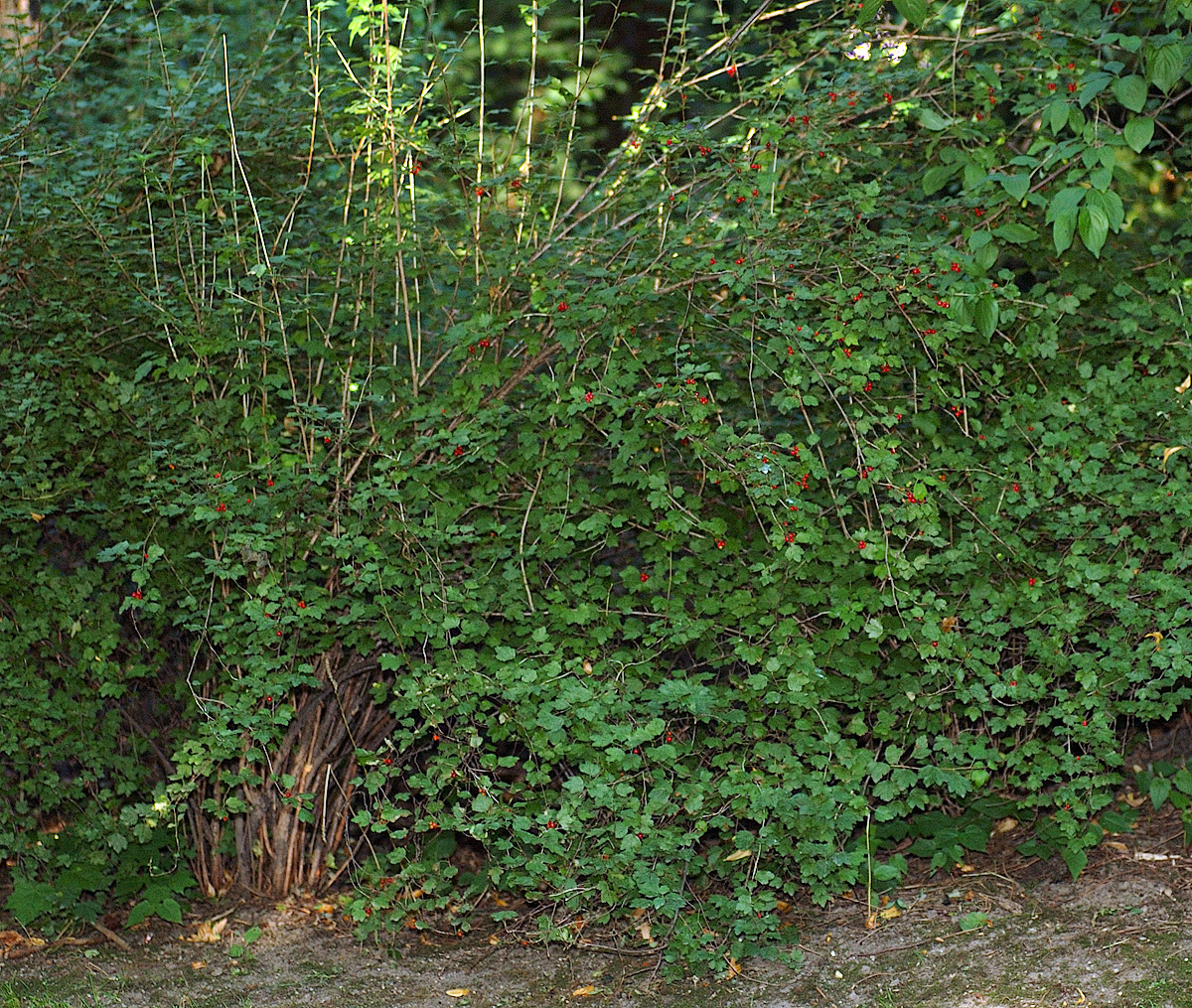
Habitus der Alpen-Johannisbeere

Die Alpen-Johannisbeere ist ein sommergrüner dicht verzweigter Strauch, der Wuchshöhen bis zu 250 Zentimeter erreicht. Die hellgrauen Zweige weisen, im Gegensatz zu anderen Ribes-Arten, keine Stacheln oder Dornen auf. Von älteren Pflanzenteilen kann sich die Rinde in Streifen ablösen.
Die gestielten Blätter befinden sich an Kurztrieben in dichten Büscheln. Die Blattstiele sind mit langen Drüsenhaaren bewimpert. Die wechselständigen Laubblätter sind im Umriss dreieckig bis rundlich, der Blattrand ist grob gezähnt. Die Blattspreiten sind 3 bis 5 Zentimeter lang und drei- bis fünflappig. Die Blattspreite ist oberseits mattgrün, unterseits etwas glänzend und kahl.

### Blüten und Früchte
Die Alpen-Johannisbeere ist zweihäusig getrenntgeschlechtig diözisch. Die grünlich-gelben Blüten sind überwiegend  in aufrechten, unscheinbaren Trauben verteilt. Die männlichen Blütenstände werden 2 bis 3 Zentimeter lang und sind zehn- bis 30-blütig. Die weiblichen Blütenstände sind deutlich kürzer und höchstens fünfblütig. Die Blüte ist in ihrer Anlage stets zwittrig, durch Unterdrückung der Staubblattkreise oder der Fruchtknoten, sind diese aber funktionell eingeschlechtig. Diese Art ist somit unvollkommen zweihäusig.
Die Blüte ist vier- bis fünfzählig und wird etwa 5 bis 9 Millimeter breit. Die Kronblätter sind deutlich kürzer als die Kelchblätter. Blütezeit ist von April bis Mai. Die Blüten verströmen einen weihrauchähnlichen Duft.
Die kugeligen Beerenfrüchte sind scharlachrot und schmecken recht fade. Die Fruchtreife erfolgt ab August.

### Weitere Merkmale
Die Chromosomenzahl beträgt 2n = 16.

## Vorkommen
Die Alpen-Johannisbeere ist in Mittel- und Nordeuropa verbreitet. Auch in den Gebirgen von Südwest- und Südeuropa und in Nord- und Ostasien ist sie zu finden.
Diese Art kommt von der Ebene bis zur subalpinen Höhenstufe vor. In Deutschland steigt sie in den Alpen in Höhenlagen meist bis 1630 m. In den Allgäuer Alpen steigt sie im Tiroler Teil am Lachenkopf nahe der Jöchelspitze bis zu 1820 m Meereshöhe auf.
In Österreich ist die Art in den Zentralalpen selten, sonst zerstreut. Die Alpen-Johannisbeere fehlt im Burgenland und in Wien.
Die kalkliebende Halbschattenpflanze bevorzugt als Standort Edellaubwälder, insbesondere (Block-)Schluchtwälder. Krautreiche Bergmischwälder der montanen und hochmontanen Stufe, Gebirgsauen, Berberitzengebüsch und auch Kiefer-Trockenwälder. Sie gedeiht in Gesellschaften der Verbände Tilio-Acerion, Fagion, Berberidion, Adenostylion und Erico-Pinion. Die Alpen-Johannisbeere kommt vor allem auf sickerfrischen, nährstoff- und basenreichen (meist kalkhaltigen) Böden vor.
Die ökologischen Zeigerwerte nach Landolt & al. 2010 sind in der Schweiz: Feuchtezahl F = 3 (mäßig feucht), Lichtzahl L = 3 (halbschattig), Reaktionszahl R = 4 (neutral bis basisch), Temperaturzahl T = 2+ (unter-subalpin und ober-montan), Nährstoffzahl N = 3 (mäßig nährstoffarm bis mäßig nährstoffreich), Kontinentalitätszahl K = 3 (subozeanisch bis subkontinental).

## Verwendung
Die Alpen-Johannisbeere verträgt sehr gut Abgase, weshalb sie oft in verschiedenen (teils buntlaubigen und kleinwüchsigen) Sorten im Straßenbegleitgrün von Großstädten und Industriegebieten verwendet wird.